# 逆十字絞

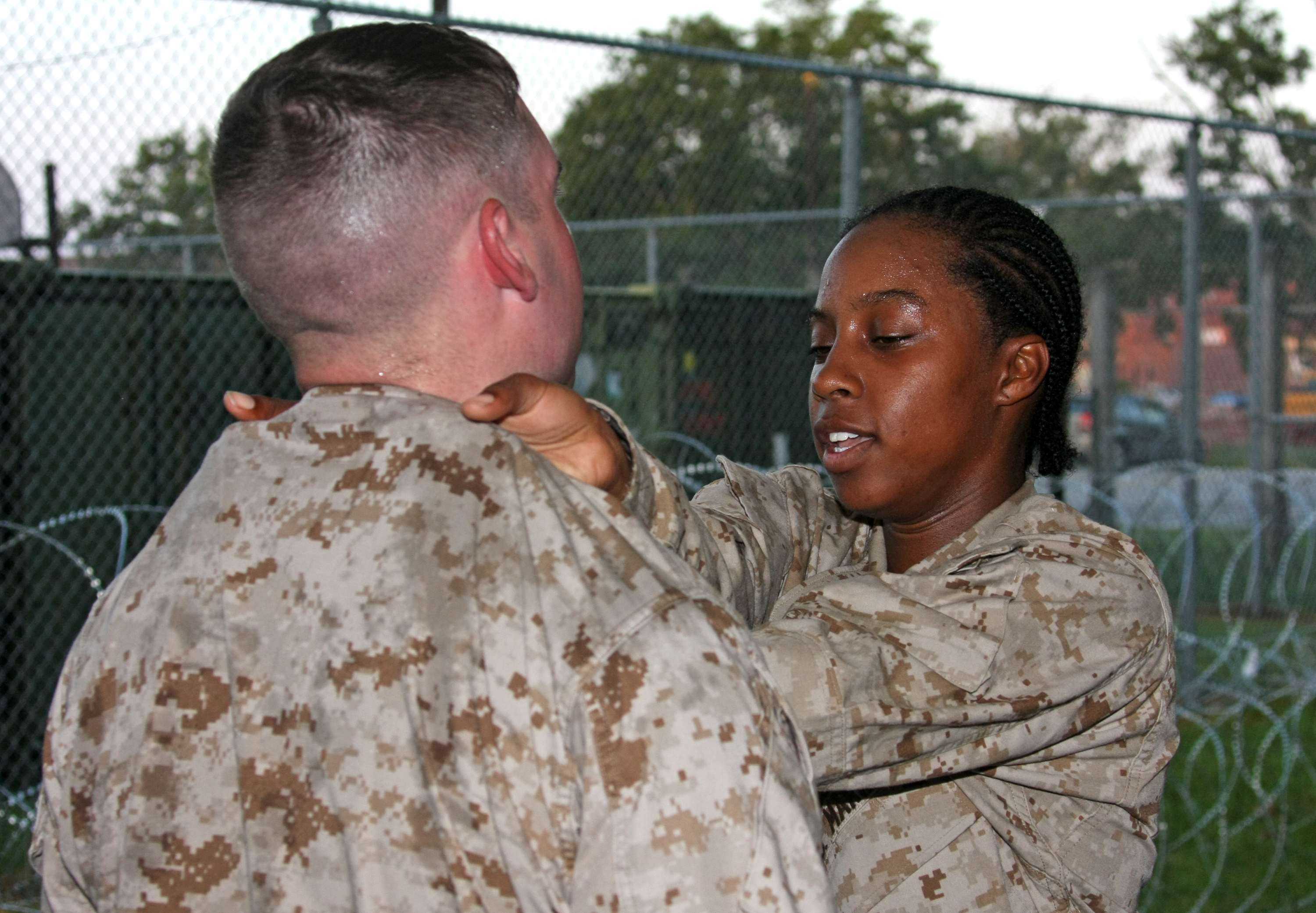
米海兵隊マーシャルアーツプログラムでの逆十字絞

逆十字絞（ぎゃくじゅうじじめ）は、柔道の絞技12本の1つである。講道館、国際柔道連盟(IJF)における正式名。IJF略号GJJ。

## 概要
十字絞の一種である。両腕を十字に交差して、両手の4本指が相手の上衣の中になる様に、相手の両襟を掴んで、相手の頸部を絞める技。基本形は縦四方固から絞めるがバリエーションはいくつかある。
試合での実例
- グランドスラム・チュメニ2016男子100 kg級1回戦

×エミル・マットソン（スウェーデン）　（0:44 逆十字絞）　オレッグ・イシモフ（ロシア）○
最後は崩袈裟固の体勢で極めている。
- 2018年世界柔道選手権大会女子63 kg級2回戦

○エカテリーナ・バルコバ（ロシア）（2:33 逆十字絞）　アクニエット・ターダン（カザフスタン）×
左手首で相手の後頭部を押す変形。

## 変化

### 横十字絞
横十字絞（よこじゅうじじめ）は横からの逆十字絞。縦四方固から逆十字絞の基本形を仕掛けていたら、受が逃れようと受の右に倒して来たら抵抗せず左膝をスライドさせ左に倒れ受と横倒しのまま正対し、右脚と左脚を組んで受を胴絞にとらえる。逆十字絞を絞め続け極める。

### 片閂からの逆十字絞
小室宏二は自著『柔道 固技教本』でガードポジションから相手の片腕を抱える腋固の片閂（かたかんぬき）から4本指が相手の上衣の中で襟を持ち、もう一方の手で相手の頚動脈を逆手で襟を持ち拳または襟で絞める片羽絞にも似た逆十字絞を紹介している。正拳部で絞める片閂からの突込絞と組み方はほとんど同じでこちらは正拳部では絞めず親指側で絞める。
試合での実例
- 2018年世界柔道選手権大会バクー男子90 kg級3位決定戦

×エドワード・トリプル（ドイツ）　（1:55 片十字絞(IJF)）　アクセル・クレルジュ（フランス）○
IJFは片十字絞としているが実際は逆十字絞である。
- 2019年世界柔道選手権大会東京男子90 kg級4回戦

○アクセル・クレルジュ（フランス）　（0:39 送襟絞(IJF)）　コルトン・ブラウン（合衆国）×　
IJFは送襟絞としているが実際は逆十字絞である。